# ملعب شاختار
ملعب شاختار هو ملعب كرة قدم متعدد الأغراض يقع في دونيتسك، أوكرانيا، يتسع لـ 31718 متفرج. تم وضع حجر الأساس للملعب في 1936. بدأ بناؤه في ربيع 1936 وافتتح في 5 سبتمبر 1936. تم تجديده في 1950، 1966، 1981، 2000.